# Macieberggrot
De Macieberggrot is een rotskapel of grot in de Belgische gemeente Oostkamp. Ze staat in de Fonteinstraat in de wijk Macieberg, vroeger tot in de jaren 50 tussen de velden. Vóór de grot bevinden zich een twintigtal zitbanken en een bloemperk. De twee grote linden herinneren nog aan de oorspronkelijke dreef. De grot is toegewijd aan Onze-Lieve-Vrouw der Zeven Weeën.
De kapel is ongeveer vier meter hoog en is gebouwd met veldstenen die ter plaatse gewonnen zijn. Binnen staat het beeld van Maria der Smarten op een kleine sokkel. Er zijn ook twee stoelen voorzien voor de gelovigen. Langs de buitenkant van de grot bevinden zich de afbeeldingen van "de Vijf Droeve Mysteriën". Rond de buitenzijde van het domein staan de Zeven Smarten van Maria uitgebeeld. Boven de toegang bevindt zich een rondboogvormige nis met een calvarieberg.

## Geschiedenis
De kapel werd in de Eerste Wereldoorlog, begin 1914, gebouwd in familieverband en met vrijwilligers. Idalie Verschilde zou in haar slaapkamer een verschijning gekregen hebben van Onze Lieve Vrouw, die haar opdroeg om een kapel te bouwen. De metser van dienst was Petrus Demeyer uit de Walstraat, de schoonvader van haar zoon Mieltje, die gehuwd was met Maria Demeyer. Als bouwstenen gebruikte men de veldstenen die Mieltje bovenhaalde bij het ontzanden.
De "Vijf Droeve Mysteries" zijn vermoedelijk later bijgebouwd, want aan de achterzijde staat het jaartal 1920. Na het overlijden van Idalie stonden de erfgenamen de kapel af aan Margerite Verschilde. Haar kinderen (de erfgenamen van Hollevoet Camille – Verschilde Margerite) verkochten dan de "grond met opgerichte O.L.V. grot" op 17 december 1982 aan de kerkfabriek van de parochie Sint-Pieter van Oostkamp.  De akte was niet verleden voor een notaris, maar het was de toenmalige burgemeester, Ward Demuyt, die optrad als behandelend ambtenaar.
De borden buitenaan, met de afbeelding van de Zeven Smarten, waren eerst in beton, maar werden in 1990 vervangen door geschilderde exemplaren. In 2001 plaatste men een nieuw Mariabeeld, dat afkomstig was van de Brugse zusters maricolen.